# Mycena occulta
Mycena occulta é uma espécie de cogumelo da família Mycenaceae. Foi descrita cientificamente por Harmaja em 1985.